# João 21

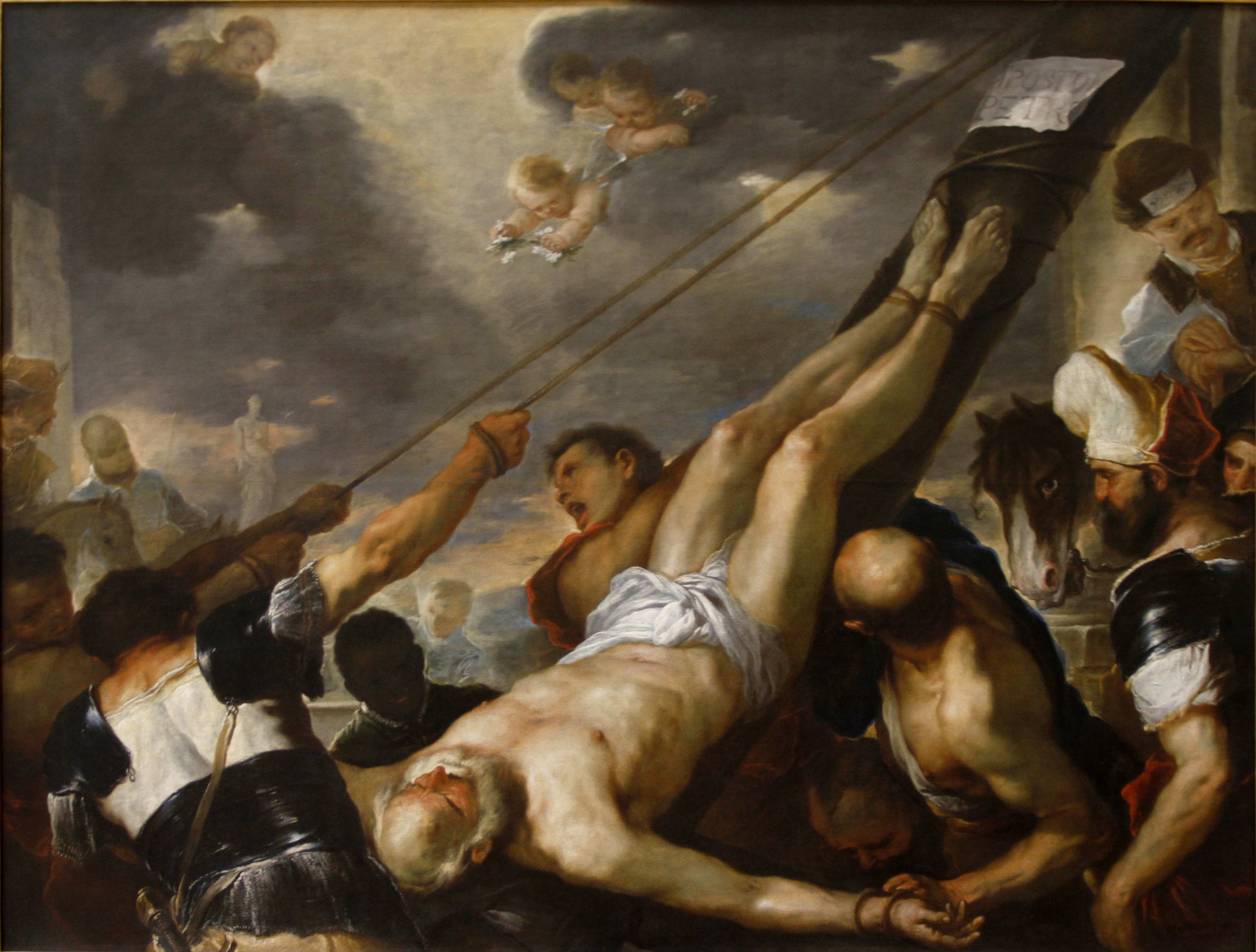
João 21 provê o único relato na Bíblia sobre o destino do Apóstolo Pedro, que, segundo a tradição, foi crucificado de ponta cabeça.
1660. Por Luca Giordano, atualmente na Accademia de Veneza.

João 21 é o vigésimo-primeiro e último capítulo do Evangelho de João no Novo Testamento da Bíblia. Ele contém um relato sobre as aparições de Jesus na Galileia, que o texto descreve como sendo a terceira vez que Jesus apareceu para seus discípulos. No transcorrer do capítulo, vários eventos famosos são relatados: a milagrosa pesca dos 153 peixes, a confirmação do amor de Pedro por Jesus, uma profecia sobre a morte do Apóstolo Pedro em idade avançada e um comentário sobre o futuro do Apóstolo João. Alguns historiadores do Novo Testamento afirmam que este capítulo não era parte do texto original do Evangelho de João.

## Anexo

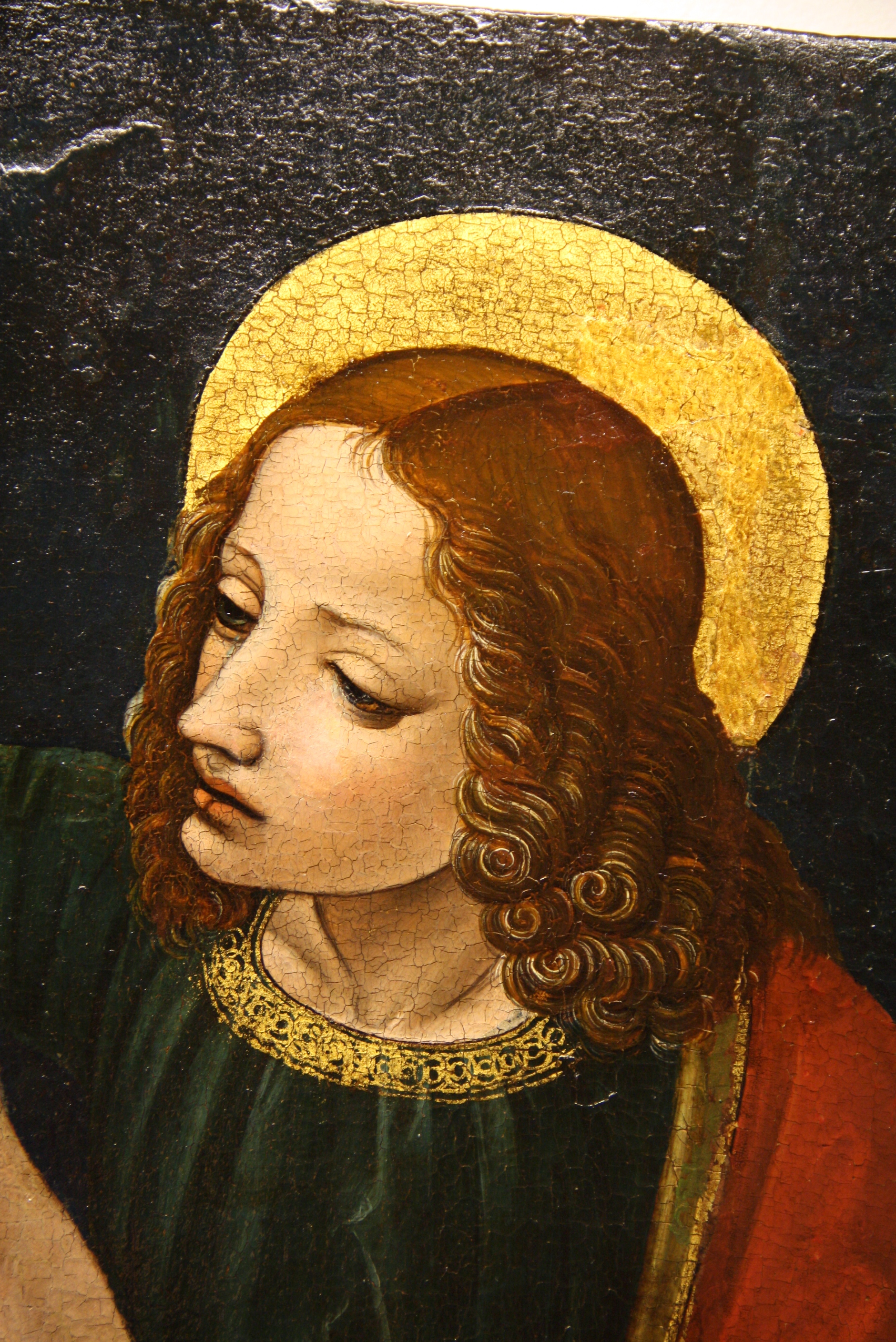
João, o Apóstolo, geralmente identificado como sendo o "discípulo amado" citado em João 21.
Séc. XV. Detalhe da obra do "Mestre de San Rocco di Pallanza", no Museo del Paesaggio Verbania-Pallanza, Itália.

No capítulo 20 do Evangelho de João, o texto sumariza muitos dos sinais que Jesus realizou para seus discípulos, «que não estão escritos neste livro» (João 20:30). João 21 começa com a transição joanina, "Depois disto..." (em grego: Μετὰ ταῦτα), utilizada por toda a obra, o que levou alguns estudiosos a sugerirem que este capítulo teria sido anexado à obra da mesma forma que Marcos 16:9-20. O papel eclesiástico de Pedro é enfatizado, mas é similar ao seu recrutamento em João 1 (João 1:42). A maior parte das versões modernas da Bíblia em português mantém este capítulo em suas edições e apenas um manuscrito, bem fragmentado, pode ser uma evidência de uma edição terminada em João 20 e não em João 21.
Uma teoria é que o autor simplesmente decidiu incluir um incidente adicional algum tempo depois de terminar a obra, mas antes de publicá-la. Westcott afirmou que "É impossível supor que era o plano original do evangelista adicionar os incidentes narrados no capítulo 21 depois dos versículos que formam uma conclusão solene de seu relato sobre a grande história do conflito entre a fé e a descrença na vida de Cristo". Porém, Donald Guthrie contra argumenta afirmando que "É improvável que outro autor tenha escrito esta seção dado que há diversos pontos de contato nela com o estilo e a linguagem dos capítulos anteriores...".
O Padre da Igreja Tertuliano escreveu: "E por que então esta conclusão do evangelhos afirma que estas coisas foram escritas para que se possa acreditar, afirma, que Jesus Cristo é o Filho de Deus?", uma descrição clara do final do capítulo 20 e não do 21. Porém, o texto crítico de Nestle-Aland do Novo Testamento não contém nenhuma cópia antiga sobrevivente do Evangelho de João que omita propositalmente este capítulo.
A descrição do destino do "discípulo amado" (assume-se geralmente que seja João) é apresentada ao lado da narrativa sobre o destino de Pedro. Jesus diz que seu destino não é problema para Pedro se preocupar, pois ele próprio poderia desejar que ele viva até sua volta. O versículo seguinte esclarece que Jesus não afirmou que "Pedro não morrerá", mas apenas que seu destino não era de sua conta (João 21:20–23).
Os dois versículos finais são uma referência ao autor do texto em primeira pessoa:
| “ | «Este é o discípulo que dá testemunho destas coisas e que as escreveu, e sabemos que o seu testemunho é verdadeiro. Muitas outras coisas há que fez Jesus; se elas fossem escritas uma por uma, suponho que nem no mundo inteiro caberiam os livros que se escrevessem.» (João 21:24–25) | ” |

## Evidências manuscritas
Num ensaio desenvolvido por acadêmicos pouco convencidos sobre a originalidade de João 21 publicado em 2007, Felix Just escreveu: "(Infelizmente!) não temos em mãos nenhum manuscrito antigo de João que termine em João 20:31". Em outras palavras, os manuscritos antigos que contém o final de João 20 também contém o texto de João 21. Assim, se este capítulo é de fato uma adição posterior, é tão antiga (tão antiga quanto o P66 pelo menos) e tão disseminada que nenhuma evidência de uma forma mais antiga sobreviveu. Esta conclusão deve ser balanceada pela tendência de que códices antigos percam as primeiras e últimas folhas primeiro: existem apenas quatro papiros com o texto de João 20-21, três dos quais anteriores ao século IV.
Novum Testamentum Graece (NA27) e a United Bible Societies (UBS4), publicados em 1993 e versões do mesmo texto com pequenas diferenças ortográficas, fornecem o texto crítico para João 21; uma nova edição do Novo Testamento de Nestle-Aland (NA28) foi publicada no final de 2012 e diverge de NA27 e UBS4 em diversos pontos.
Porém, em 2006, um manuscrito em papiro sahídico do século IV (Bodleian MS. Copt.e.150(P)) foi descoberto e é possível que ele termine em 20:31. Um dos lados deste fragmento de uma única folha traz João 20:30-31 com um grande espaço abaixo, sem nenhum tipo de subscrição.

## Manuscritos
- Papiro 122 - 21:11-14; 21:22-24